# Frida (sedia)
Frida è una sedia progettata dal designer Odoardo Fioravanti per l'azienda di arredamento italiana Pedrali SpA.
La sedia è composta da una struttura in legno massello fresato su cui è stata incollata una scocca tridimensionale ottenuta da uno stampo in alluminio. Per le sue caratteristiche e per la tecnologia avanzata utilizzata per la sua creazione e il suo montaggio ha vinto il premio Compasso d'oro edizione 2011 nella categoria Design per l'abitare.
| altezza    | 800 mm |
| larghezza  | 450 mm |
| profondità | 520 mm |